# Moldavie au Concours Eurovision de la chanson 2018
La Moldavie est l'un des quarante-trois pays participants du Concours Eurovision de la chanson 2018, qui se déroule à Lisbonne au Portugal. Le pays est représenté par le groupe DoReDoS et la chanson My Lucky Day, sélectionnés via l'émission O Melodie Pentru Europa 2018. Le pays se classe 10e lors de la finale du Concours avec 209 points.

## Sélection
La Moldavie a confirmé sa participation à l'Eurovision 2018 le 7 novembre 2017. Le diffuseur a ouvert, du 1er décembre 2017 au 15 janvier 2018, une période de dépôt de candidatures pour la sélection télévisée.
Au terme de cette période, 28 chansons avaient été reçues par le diffuseur. À la suite d'auditions devant un jury de professionnels, seize candidats ont été sélectionnés pour l'émission télévisée. Les noms des qualifiés ont été révélés le 25 janvier 2018.
La sélection a eu lieu le 24 février 2018. Le représentant moldave a été choisi parmi les seize artistes participants au moyen d'un vote combinant le télévote moldave et le vote d'un jury professionnel, chacun comptant pour moitié du total.
- Vainqueur

| Ordre | Artiste                     | Chanson           | Jury | Télévote | Télévote | Total | Place |
| Ordre | Artiste                     | Chanson           | Jury | Voix     | Points   | Total | Place |
| ----- | --------------------------- | ----------------- | ---- | -------- | -------- | ----- | ----- |
| 1     | Tolik                       | Broken Glass      | 3    | 385      | 10       | 13    | 4     |
| 2     | Lavinia Rusu                | Altundeva         | 4    | 59       | 2        | 6     | 10    |
| 3     | Bella Luna                  | Moments           | 0    | 34       | 0        | 0     | 13    |
| 4     | Anna Timofei                | Endlessly         | 2    | 39       | 0        | 2     | 11    |
| 5     | Ilia Sorocean & Dasha DaGro | Minds & Veins     | 1    | 54       | 0        | 1     | 12    |
| 6     | Che-MD                      | Inima-n stîngă    | 0    | 26       | 0        | 0     | 16    |
| 7     | Constantin Cobîlean         | Numai tu          | 0    | 134      | 7        | 7     | 9     |
| 8     | DoReDoS                     | My Lucky Day      | 12   | 3 813    | 12       | 24    | 1     |
| 9     | Sandy C & Aaron Sibley      | Once Upon a Time  | 5    | 113      | 4        | 9     | 6     |
| 10    | Anna Odobescu               | Agony             | 8    | 62       | 3        | 11    | 5     |
| 11    | Nicoleta Sava               | Esencia del Sur   | 0    | 171      | 8        | 8     | 7     |
| 12    | Doinița Gherman & One Voice | Dance in Flames   | 7    | 134      | 6        | 13    | 3     |
| 13    | Felicia Dunaf               | Alien             | 6    | 56       | 1        | 7     | 8     |
| 14    | Viorela                     | The Gates of Love | 0    | 25       | 0        | 0     | 15    |
| 15    | Vera Țurcanu                | Black Heart       | 10   | 123      | 5        | 15    | 2     |
| 16    | Ruslan Tsar                 | Come to Life      | 0    | 32       | 0        | 0     | 14    |

## À l'Eurovision
La Moldavie a participé à la deuxième demi-finale, le 10 mai 2018. S'étant classé 3e avec 235 points, le pays se qualifie pour la finale du 12 mai 2018, où il se classe finalement 10e avec un total de 209 points.